# Kernekraftulykke
En kernekraftulykke er defineret af Det Internationale Atomenergiagentur som en hændelse, der har alvorlige konsekvenser for personer, miljø eller for anlægget. Eksemplerne omfatter dødelig påvirkning af individer, større udslip af radioaktivitet i miljøet eller nedsmeltning af reaktorkernen." Det primære eksempel på en "større kernekraftulykke" er en ulykke hvor reaktorkernen beskadiges og der sker større udslip af radioaktivitet, som Tjernobylulykken i 1986.
De alvorligste kendte kernekraftulykker er:
- 2011 Fukushima I-ulykkerne, INES 5 (pt 19. marts 2011), INES-7 midt april 2011[2]
- 2002 Davis-Besse-uheldet, INES 3
- 1999 Tokaimuraulykken, INES 4
- 1986 Tjernobylulykken, INES 7
- 1979 Three Mile Island-ulykken, INES 5
- 1961 K-19-ulykken
- 1957 Sverdlov-ulykken
- 1957 Windscale-ulykken, også kendt som Sellafield og Seascale